# Xylopteryx guichardi
Xylopteryx guichardi är en fjärilsart som beskrevs av Edward P. Wiltshire 1982. Xylopteryx guichardi ingår i släktet Xylopteryx och familjen mätare. Inga underarter finns listade i Catalogue of Life.